# HIST1H2BA
HIST1H2BA‏ (Histone cluster 1 H2B family member a) هوَ بروتين يُشَفر بواسطة جين HIST1H2BA في الإنسان.